# Prušnikova ulica, Ljubljana
Prušnikova ulica je glavna ulica v Šentvidu pri Ljubljani, ki poteka vzporedno s Celovško cesto.

## Urbanizem
Ulica poteka od križišča s Celovško cesto in Zvezdo do stika s Tacensko cesto.
Na ulico se (od juga proti severu) nahajajo: Hafnerjeva, bratov Komel, Selanov trg, Ulica pregnancev, Štularjeva, Štula, Ob zdravstvenem domu in Tacenska cesta.
Ulica ima več krakov, ki se odcepijo od glavne ulice oz. potekajo brez stika z glavno ulico.
Ob ulici se med drugim nahajajo:
- Osnovna šola Franca Rozmana - Staneta, Ljubljana (86),
- župnijska cerkev sv. Vida in pokopališče Šentvid (90),
- Osnovna šola Šentvid (98),
- Gimnazija Šentvid (98) ...

## Zgodovina
Današnja ulica je bila Celovška cesta do njene rekonstrukcije leta 1977. Tedaj so prestavili tudi traso, ki sedaj vodi mimo Šentvida, nekdanjo ulico skozi naselje pa poimenovali Prušnikova. 
Po njej so bile zato speljane tudi proge mestnega potniškega prometa, sprva tramvajska, nato avtobusne. 